# Luperososia
Luperososia es un género de insecto coleóptero de la familia Chrysomelidae.

## Especies
Las especies de este género son:
- Luperososia antennalis Laboissiere, 1935
- Luperososia suturalis Laboissiere, 1940